# James Stern
James Stern (Condado de Meath, Irlanda, 26 de diciembre de 1904 – 22 de noviembre de 1993) es un escritor de cuentos y de reportajes, y también (junto a su esposa Tania Stern) traductor del alemán al inglés.

## Biografía
Hijo de un oficial de caballería británico de familia judía y de madre anglo-irlandesa, de religión protestante. Pasó parte de su juventud en el sur de Rodesia, trabajando como granjero. Después, se trasladó a Europa y trabajó en el banco familiar, primero en Londres y después en Alemania, país donde el nazismo estaba en pleno auge. Huyó a París, donde conoció a la exiliada alemana Tania Kurella, una fisioterapeuta con la que se casó en Londres en 1935. Se trasladaron a Nueva York en 1939. Allí, en 1941, colaboró con su amigo Auden en la adaptación radiofónica del cuento «The Rocking-Horse Winner» de D. H. Lawrence. En la primavera y el verano de 1945, ya prácticamente terminada la Segunda Guerra Mundial en Europa, regresó a Alemania para realizar informes para el Strategic Bombing Survey norteamericano. Con este trabajo se pretendía conocer exactamente la mentalidad del pueblo alemán tras los años de guerra y nazismo.
El matrimonio Stern volvió a Inglaterra a principios de los años 1950. En 1961 se radicaron en Hatch Manor, (Wiltshire). Ambos mantuvieron una estrecha relación con intelectuales británicos y norteamericanos. Arthur Miller le dedicó a James Stern su obra teatral A View from the Bridge y Auden dedicó al matrimonio su poema El mar y el espejo. Otro poema de Auden, de publicación póstuma, Thank You, Fog (1974), nació tras pasar el poeta unas Navidades con los Stern en su casa de Wiltshire.

## Obra literaria

### Ficción
Su obra de ficción incluye títulos como La tierra sin alma (The Heartless Land, 1931), Something Wrong (1938), The Man who was Loved (1952) y The Stories of James Stern (1969).
Los cuentos de La tierra sin alma están ambientados íntegramente en África del Sur y describen de forma realista la vida cotidiana del territorio colonizado por los europeos.

### No ficción
Su libro más popular es The Hidden Damage (1947). 
También escribió unas memorias familiares, A Silver Spoon, que permanecen inéditas.

## Crítica literaria
En la década de 1950, Stern realizó numerosas reseñas de libros para The New York Times y The New Republic, entre otros medios. Fue famosa su crítica satírica de The Catcher in the Rye de J.D. Salinger, que tituló «Ah, el mundo es un sitio piojoso».

## Correspondencia
James Stern mantuvo una abundante correspondencia con sus amigos. Este fondo documental se conserva hoy en la Biblioteca Británica, dentro de los fondos del Archivo James Stern. Entre otros corresponsales, se conservan cartas y tarjetas postales de Auden, Christopher Isherwood, Djuna Barnes, Samuel Beckett o Arthur Miller.

## Traducciones
James Stern y su esposa Tania tradujeron juntos a un buen número de autores de lengua alemana (entre otros, a Thomas Mann, Franz Kafka, Sigmund Freud, Erich Maria Remarque y Hugo von Hofmannsthal). En colaboración con Auden también tradujeron a Bertolt Brecht.